# Blakea elliptica
Blakea elliptica är en tvåhjärtbladig växtart som först beskrevs av Henry Allan Gleason, och fick sitt nu gällande namn av Frank Almeda. Blakea elliptica ingår i släktet Blakea och familjen Melastomataceae. Inga underarter finns listade i Catalogue of Life.